# Tibere
Die Tibere war eine französische Versuchsrakete für Wiedereintrittstests. 
Die dreistufige Tibere wurde am 23. Februar 1971 und am 18. März 1972 von Biscarrosse im Rahmen des Programms ELECTRE gestartet. Hierbei wurden Flughöhen von 159 Kilometern erreicht. Die Erststufe der Tibere verfügte ähnlich wie die Erststufe der Berenice über 4 Stabilisierungsraketen. Die Tibere besaß einen Startschub von 170 kN, eine Startmasse von 4.500 kg, einen Durchmesser von 0,56 m und eine Länge von 14,50 m.